# Spilogona obscura
Spilogona obscura är en tvåvingeart som först beskrevs av Malloch 1919.  Spilogona obscura ingår i släktet Spilogona och familjen husflugor. Inga underarter finns listade i Catalogue of Life.